# 777 Tour
777 Tour – minitrasa Rihanny, w której odwiedziła 7 państw w 7 dni i dała 7 koncertów. Gwiazda wynajęła samolot Boeing 777, na który wzięła ze sobą całą swoją ekipę, grupkę swoich fanów i grupę dziennikarzy z 82 krajów.

## Lista utworów
Meksyk:
- Cockiness (Love It)
- Birthday Cake
- Talk That Talk
- Wait Your Turn
- Man Down
- Only Girl (In the World)
- Disturbia (with added dubstep breakdown)
- S&M
- Phresh off the Runway
- Unfaithful
- Take a Bow
- Hate That I Love You
- Where Have You Been
- What's My Name?
- Run This Town
- All of the Lights
- Diamonds
- Umbrella
- We Found Love

Toronto:
- Cockiness (Love It)
- Birthday Cake
- Talk That Talk
- Wait Your Turn
- Man Down
- Only Girl (In the World)
- Don't Stop the Music
- S&M
- Fresh off the Runway

(Acoustic set)
- Unfaithful
- Take a Bow
- Hate That I Love You

(End acoustic)
- Where Have You Been
- What's My Name?
- Run This Town
- Live Your Life
- All of the Lights
- Love the Way You Lie
- Stay
- Diamonds
- Umbrella
- We Found Love

## Koncerty
| Data              | Miasto    | Państwo         |
| ----------------- | --------- | --------------- |
| Ameryka Północna  |           |                 |
| 14 listopada 2012 | Meksyk    | Meksyk          |
| 15 listopada 2012 | Toronto   | Kanada          |
| Europa            |           |                 |
| 16 listopada 2012 | Sztokholm | Szwecja         |
| 17 listopada 2012 | Paryż     | Francja         |
| 18 listopada 2012 | Berlin    | Niemcy          |
| 19 listopada 2012 | Londyn    | Wielka Brytania |
| Ameryka Północna  |           |                 |
| 20 listopada 2012 | Nowy Jork | USA             |